# Yuri Funatsu
Yuri Funatsu (jap. 船津友里 Funatsu Yuri; ur. 8 października 1984) – japońska zapaśniczka w stylu wolnym. Mistrzyni Azji w 2006. Srebrny medal na uniwersjadzie w 2005. Mistrzyni Azji juniorów 2004 roku.